# Mein verschärftes Wochenende
Mein verschärftes Wochenende ist eine US-amerikanische Filmkomödie aus dem Jahr 2005.

## Handlung
Cooper Waxmans Bruder Ed ist ein Videoarchivar. Alles, was er filmt, wird archiviert. Dadurch eignet er sich Fähigkeiten an, die dazu führen, dass er nach dem College eine erfolgreiche Karriere in der Werbebranche startet. Unglücklicherweise erwischt er seine Collegeliebe Cathy beim Sex mit seinem Collegefreund Jack, wobei das Schlimmste für ihn ist, dass sie sich dabei noch mit Eds Kamera filmten. Es reicht ihm, er zieht aus der gemeinsamen Wohnung aus und schwört, nie wieder eine Kamera anzufassen. In der Folgezeit wird er immer verschlossener und zieht sich immer mehr zurück, so dass auch seine Arbeit darunter leidet. Er verliert einen Großkunden, den Versicherer Great Bridge, und steht kurz vor der Entlassung. Um den Kunden zurückzugewinnen, gewährt ihm sein Arbeitgeber eine Galgenfrist übers Wochenende.
Cooper will seinen Bruder moralisch aufbauen und nutzt seinen Geburtstag, um abends in der Kneipe zwei junge Damen aufzureißen. Aber Ed scheint kein Interesse an Susies Sexangebot zu haben. Er hat nur seinen Beruf im Kopf und will sich einfach nicht mehr ablenken lassen. Da Cooper aber nicht locker lässt, besuchen sie am nächsten Morgen einen Pferdehof, wo sie für Pädophile gehalten werden. Anschließend landen sie bei der Beerdigung des Supermodels Simone, wo Cooper, als Pfarrer verkleidet, nicht nur die Grabrede hält, sondern auch die Gelegenheit nutzt, Frauen kennenzulernen. Ed ist meist zurückhaltend, wird allerdings wild, als er erfährt, dass Cathy Jack geheiratet hat. Doch alle anderen Versuche im Stripclub, Waschsalon und Fitnesscenter Frauen kennenzulernen, sind genauso desaströs wie der vermeintliche Sex zwischen ihm und einer Prostituierten, wodurch er im Gefängnis landet und die Nacht mit einem Viagraabhängigen verbringen muss.
Als Cooper ihn am nächsten Morgen ’rausholt, ist Ed so sauer, dass er ihn schlägt. Voller Frust, Entsetzen und Wut versucht er allein nach Hause zu kommen, wobei er unterwegs seine schöne Nachbarin Ellen trifft, die ihm hilft, indem sie seine Kopfwunde verarztet. Er verbringt die Nacht bei ihr und beide schlafen miteinander. Beim Sex kommt Ed die Idee, wie er seinen Job retten kann. Er nutzt seine jahrelang aufgebaute und archivierte Videosammlung, um all die festgehaltenen Katastrophen und Unfälle zu nutzen, um für den Versicherungskonzern zu werben. Der Geschäftsführer von Great Bridge ist begeistert. Ed behält seinen Job, wird befördert, zieht mit Ellen zusammen und kann sich seine Schadenfreude nicht verkneifen, als er hört, wie schlecht es Cathy geht.

## Kritiken
„Brachialkomödie, die Körperlichkeit von ihrer animalischsten Seite zeigt und nur mit Mühe dem Vorwurf der Kinderpornografie entgeht. Ein sexistischer Film, bieder, dumm und leer.“

„Was wie eine typische Beziehungskomödie anhört, entpuppt sich als abstoßendes Machwerk über Körpergerüche und -flüssigkeiten, bei dem kein Klischee ausgelassen wird. Jeder Pseudo-Gag (über Sex, Blähungen, Notdurft, Masturbation usw.) wird durch eine unerträgliche Länge um jede Pointe gebracht, jedes dämliche Sexwitzchen durch Ekelhaftigkeiten seines Schmunzlers beraubt. Irgendwie scheinen amerikanische Gag-Schreiber heftige psychische Probleme mit ihrem Körper zu haben. Abstoßend!“

## Veröffentlichung
Der Film hatte seine Weltpremiere am 5. August 2005 in Spanien. Nach weiteren Kinostarts in unterschiedlichen Ländern, darunter einem begrenzten am 9. Juni 2006 in den USA, startete er am 29. Juni 2006 in Deutschland. Weltweit spielte der Film etwas mehr als 3 Mio. US-Dollar wieder ein. Seit dem 30. November 2006 ist der Film als deutschsprachige DVD erhältlich.